# Euphorbia cucumerina
Euphorbia cucumerina är en törelväxtart som beskrevs av Carl Ludwig von Willdenow. Euphorbia cucumerina ingår i släktet törlar, och familjen törelväxter. Inga underarter finns listade i Catalogue of Life.